# هزار و یک شب
هزار و یک شب داستانی به نقل از پادشاهی با عنوان شهریار و روایتگر آن شهرزاد (دختر وزیر) است. اکثر ماجراهای آن در بغداد کنونی که یکی از شهرهای پر رونق ایران باستان هست می‌گذرد و بعضی از داستان‌های آن را از ریشهٔ ایرانی و برگردانی از «هزارافسان» دانسته‌اند. این اثر طی قرن‌های متمادی توسط نویسندگان، مترجمان و محققان مختلف در سراسر آسیای غربی، مرکزی، جنوبی و شمال آفریقا گردآوری شده است. ریشهٔ برخی از داستان‌ها به ادبیات باستانی و قرون وسطاییِ عربی، سانسکریت، ایرانی و بین‌النهرین بازمی‌گردد. بیشتر داستان‌ها در اصل داستان‌های عامیانه و سینه به سینهٔ تاریخی که در دوران عباسیان و ممالیک گردآوردی شده و این در حالی که باقی آن‌ها بویژه چهارچوب اصلی داستان ریشهٔ باستانی ایرانی و هندی دارند. داستان‌های زیادی زیر نام «هزار و یک شب» نوشته شده است.

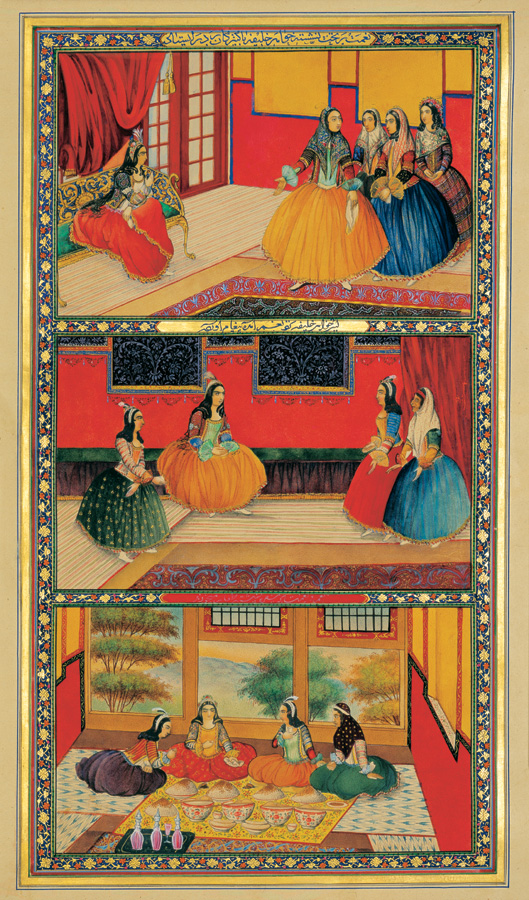
چاپ ایرانی میان سال‌های ۱۲۲۸ و ۱۲۳۵ هجری خورشیدی

## خاستگاه

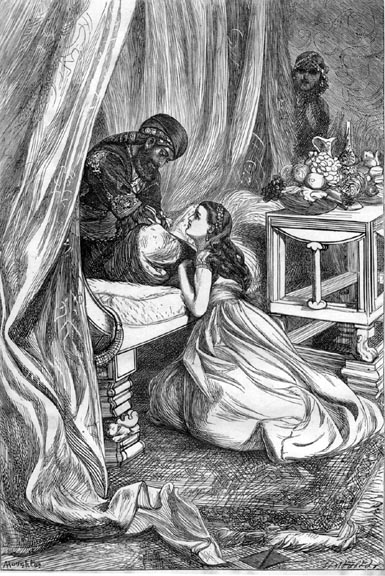
شهریار شهرزاد را می‌بخشد.

هزار و و یک شب پیش از دوره هخامنشی در هند به وجود آمده و قبل از حمله اسکندر، به فارسی (احتمالاً فارسی باستان) ترجمه شده و در قرن سوم هجری بعد از حمله اعراب زمانی که بغداد مرکز علم و ادب بود از پهلوی به عربی برگردانده شده است. دلیل آنکه کتاب پیش از اسکندر به فارسی درآمده مربوط به مروج‌الذهب مسعودی و الفهرست ابن ندیم است و مشابهت آن با کتاب استر تورات استدلال می‌کند که هر دو کتاب در یک زمان و پیش از حمله اسکندر نوشته شده‌اند و ریشه واحد دارند. نام ایرانی آن هزار افسان است و وقتی به عربی ترجمه شده، نخست الف خرافه و سپس الف لیله خوانده شده، و در زمان خلافت فاطمیان مصر به صورت الف لیلة و لیله درآمده است.
کتاب هزار و یک شب به سه نسخه تقسیم می‌شود: نسخه هندی که پیش از دوره هخامنشی به زبان سانسکریت نوشته شده، نسخه ایرانی که ترجمه‌ای از نسخه سانسکریت به فارسی باستان است و نسخه عربی که در دوران هارون الرشید از زبان پهلوی به عربی ترجمه شده. می‌توان گفت در تمام ترجمه‌ها تعدادی داستان جدید به آن اضافه شده است.
هزار و یک شب از رستهٔ کتاب‌های جامع الحکایات و ادبیات تو در تو شامل داستان‌های دنباله‌دار، داستان بلند و بسیاری داستان کوتاه و ده‌ها داستان خطی و جمعاً ۲۴۴ قصهٔ کلاسیک است.
بهرام بیضایی معتقد است «هزار و یک شب اصلیتی ایرانی دارد چرا که داستان اصلی یا داستان بنیادین آن ایرانی است و آن قصه خود شهرزاد است.»
علی‌اصغر حکمت برای اصل و نسب هندی کتاب دو دلیل دارد. یکی از آن‌ها قصه‌های تودرتو (حکایت در حکایت) است که در ادبیات هند سابقه دارد و ایرانیان نیز به گفته علامه قزوینی با این شیوه آشنایی داشتند. بیضایی با اشاره به اینکه در میان هندیان هیچ نشانی از هزار افسان نمانده است اما نزد ایرانیان (تا سده هفتم هجری) به دفعات به آن اشاره شده است، این کتاب را ایرانی می‌داند نه هندی و شیوه داستان‌های تو در تو را تألیفی ایرانی بر پایهٔ فرهنگ مشترک ایرانی-هندی می‌داند.

## ترجمه‌ها
محمدباقر خراسانی بزنجردی در حوالی سال ۱۱۹۳ شمسی/ ۱۸۱۴ میلادی نسخه‌ای از هزارویک شب حاوی دویست و هفتاد و شش شب را به فارسی برگرداند و با اعطای عنوان «ترجمهٔ هِنریه» آن را به پیشگاه حامی مالی و صاحب‌کارش هنری راسل (۱۷۸۳–۱۸۵۲)، نمایندهٔ کمپانی هند شرقی در حیدرآباد دکن، تقدیم کرد. ترجمهٔ «هزارویک شب» بزنجردی به فارسی بر اساس یک نسخهٔ دوجلدی عربی که خود در اختیار داشته انجام گرفته است. (این نسخه در سال ۱۴۰۱ با تصحیح مهدی گنجوی و همکاری میثم علیپور برای نخستین بار منتشر گردید). پس از خراسانی بزنجردی، اوحد بن احمد بلگرامی صد شب از هزار و یک شب را ترجمه کرد.
در سال ۱۲۵۹ هجری قمری، در زمان محمدشاه به دست ملا عبداللطیف طسوجی به فارسی ترجمه شده (این کتاب دارای ارزش تاریخی است، اما در کل یک سوم کتاب اصلی را هم شامل نمی‌شود) و سروش اصفهانی اشعاری به فارسی برای داستان‌های آن سروده است که تا زمان ناصرالدین شاه ادامه داشته است.
داستان‌های این کتاب دارای محتوای بسیار ازجمله طنز، تعالیم اخلاقی چه بد و چه خوب (بعضی از داستان‌های آن تشویق به عیش و نوش و خوش‌گذرانی می‌نموده برای همین از این حکایات صرف نظر شده است ولی در بعضی حکایات هم تشویق به عدالت و ایثار و جوانمردی نموده است)، آداب و سنن ملل مختلف، مشکلات اجتماعی، مسافرت و سیاحت بود.
عبداللطیف طسوجی در زمان محمدشاه و ناصرالدین‌شاه ترجمه خود را به فارسی درآورد و به چاپ سنگی رسانید. «هزار و یک شب» نامی است که از زمان ترجمه طسوجی در دوره قاجار در ایران شهرت یافته و نام قدیم آن هزار افسان بوده است.
چاپ کتاب تا زمان انقلاب به همان سیاقی که چاپ کلاله خاور درآمده بود، مشکلی نداشت. بعد از انقلاب هم انتشارات هرمس این کتاب را در سال ۱۳۸۳ منتشر کرد که در ۱۳۸۶ به چاپ دوم رسید.
نخستین ترجمهٔ هزار و یک شب به زبان‌های اروپایی در قرن هجدهم میلادی به دست آنتوان گالان به فرانسوی درآمد و در سال ۱۷۰۴ میلادی منتشر شد. ریچارد برتون نخستین ترجمه انگلیسی این کتاب را در ۱۸۸۵ عرضه کرد. بورخس همه آثارش را مدیون هزار و یک شب می‌دانست و تأثیر آن بر بسیاری از نویسندگان معروف جهان ازجمله کسانی چون جیمز جویس انکارناپذیر است.

## شکل‌گیری داستان‌ها

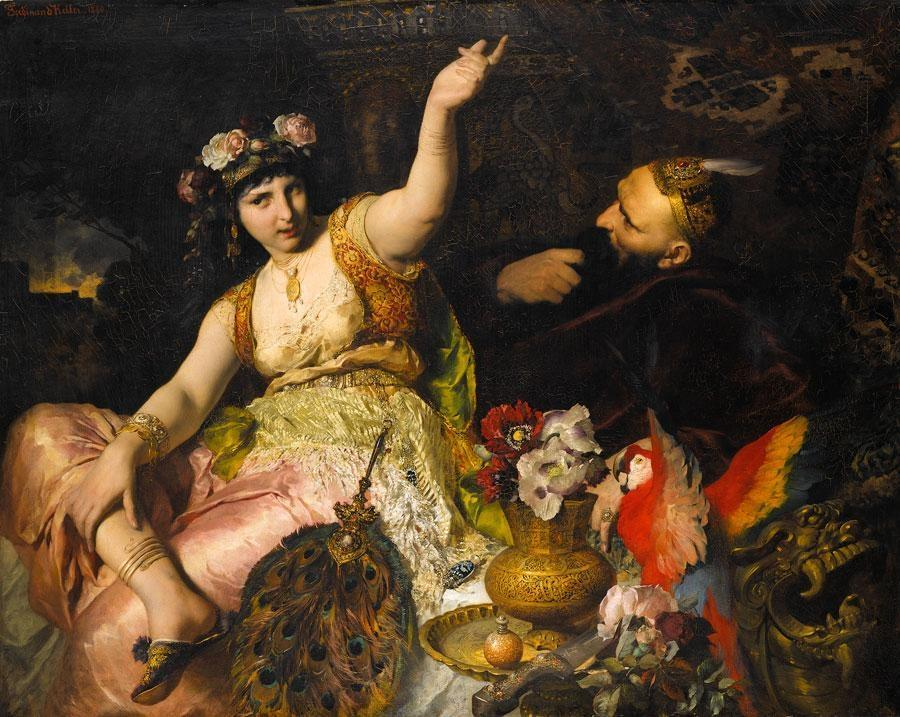
شهرزاد و شهریار اثر فردیناند کلر، ۱۸۸۰

شرق‌شناسان عموماً اتفاق نظر دارند که این مجموعه، التقاطی از متون دارای ریشه‌های بس گوناگون است که در طی چندین قرن، پرداخته شده‌اند و کتاب در قرن ۱۳ و ۱۴ میلادی شکلی ثابت به خود گرفته است. آن اثری جمعی نه تنها به مدت چندین قرن فراهم آمده است، بلکه نمودار گرایش‌هایی بس مختلف است.

خصیصهٔ بعضی قصه‌ها، غنای تخیّلی و وهمناک، و مداخلهٔ دائم جنیان و پریان، و وفور مسخ و حلول و سخنگویی جانوران است. برخی دیگر دستهٔ حکایات مغازله آمیزند، تا وهمناک و در بغداد در دوران خلافت هارون الرشید می‌گذرند، قصه‌های عاشقانه با عواقب عدیده‌اند. در این داستان‌ها، مناظر زندگی درباری یا شهری، اندک اندک جایگزین صحنه‌های طلسم و جادو می‌گردند. در دوره‌ای از قصه‌های دریانوردان که مشهورترینشان قصه‌های سندباد بحری، مربوط به بندر بصره، نقش بسته است. اعجاب‌انگیزی این قصه‌ها ناشی از به هم آمیختگی تنگاتنگ راست و دروغ است. این قصه‌ها، حماسهٔ نخستین دریانوردان مجهز به قطب‌نما و شاخص و میل رصد و شمسه و اسطرلاب به کشف مناطق ناشناخته می‌روند. 
شهری شدن قصه‌هایی که در قاهره پرداخته شده‌اند حکایاتی مشتمل بر ماجراجویی‌های قهرمانان و قصه‌های هزل‌آمیز و هجوآلود و صحنه‌هایی از زندگی اعیان خوش ذوق و ظریف و گوشه‌هایی از معاش سوداگران و پیشه وران، تقریباً به‌طور کامل، جانشین وهمناکی قصه‌های کهن می‌شوند. قصه‌های جوذر صیاد از جمله قصه‌های این دوره است.

## شخصیت‌ها
- شهرزاد
- شهریار: به معنای شاه بزرگ عنوان شاه سلسله‌های ایرانی است که در کتاب هزار و یک شب به همراه شهرزاد قهرمان داستان است.

## در ادبیات معاصر
در ادبیات معاصر ملل شرق و غرب تأثیرات هزار و یک شب را می‌توان پی گرفت. از جمله در ایران نمایشنامه شب هزار و یکم به درون مایه داستان بنیادین هزار و یک شب می‌پردازد.
محمود صباحی، جامعه‌شناس و منتقد سینما معتقد است پازولینی فیلمساز مشهور در شیوه روایتش، صحنه‌آرایی و بسیاری مسائل دیگر متأثر از هزار و یک شب است.
محمد حنیف نویسنده ایرانی در رمان «جادوی گوبتا» در قالب واقع‌گرایی جادویی به اقتباس از قصه‌های هزار و یک شب پرداخته است.
همچنین مسعود میری در کتاب «این هزار و یک شب لعنتی» به بررسی این مسئله می‌پردازد که چرا و چگونه باید هزار و یک شب را خواند.
وحیداله موسوی مدرس و منتقد سینما هم فیلم شب قوزی اثر فرخ غفاری را متأثر از هزار و یک شب می‌داند.
نجیب محفوظ نویسنده مصری نیز در آثارش چه در ساختار کلی و چه در مضامین و محتوا متأثر از هزار و یک شب است.

## نگارخانه

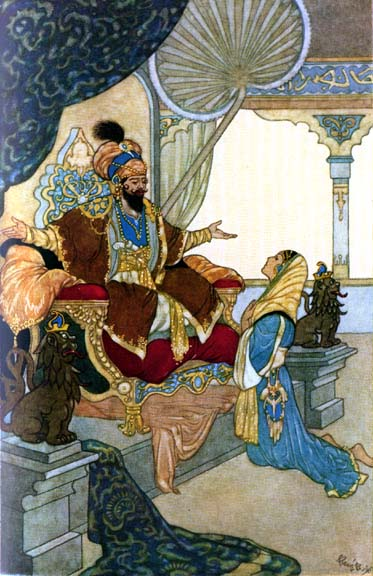
سلطان
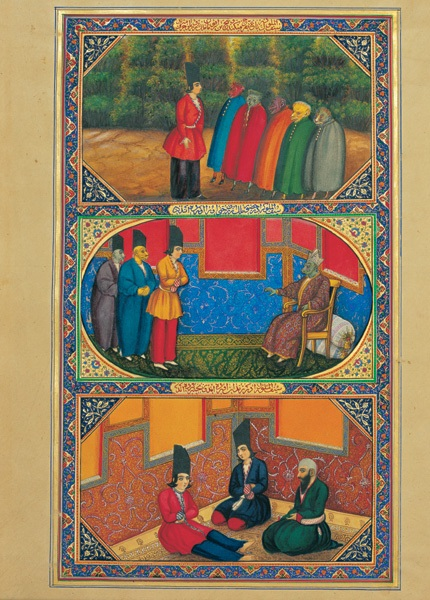
کتاب هزار و یک شب.
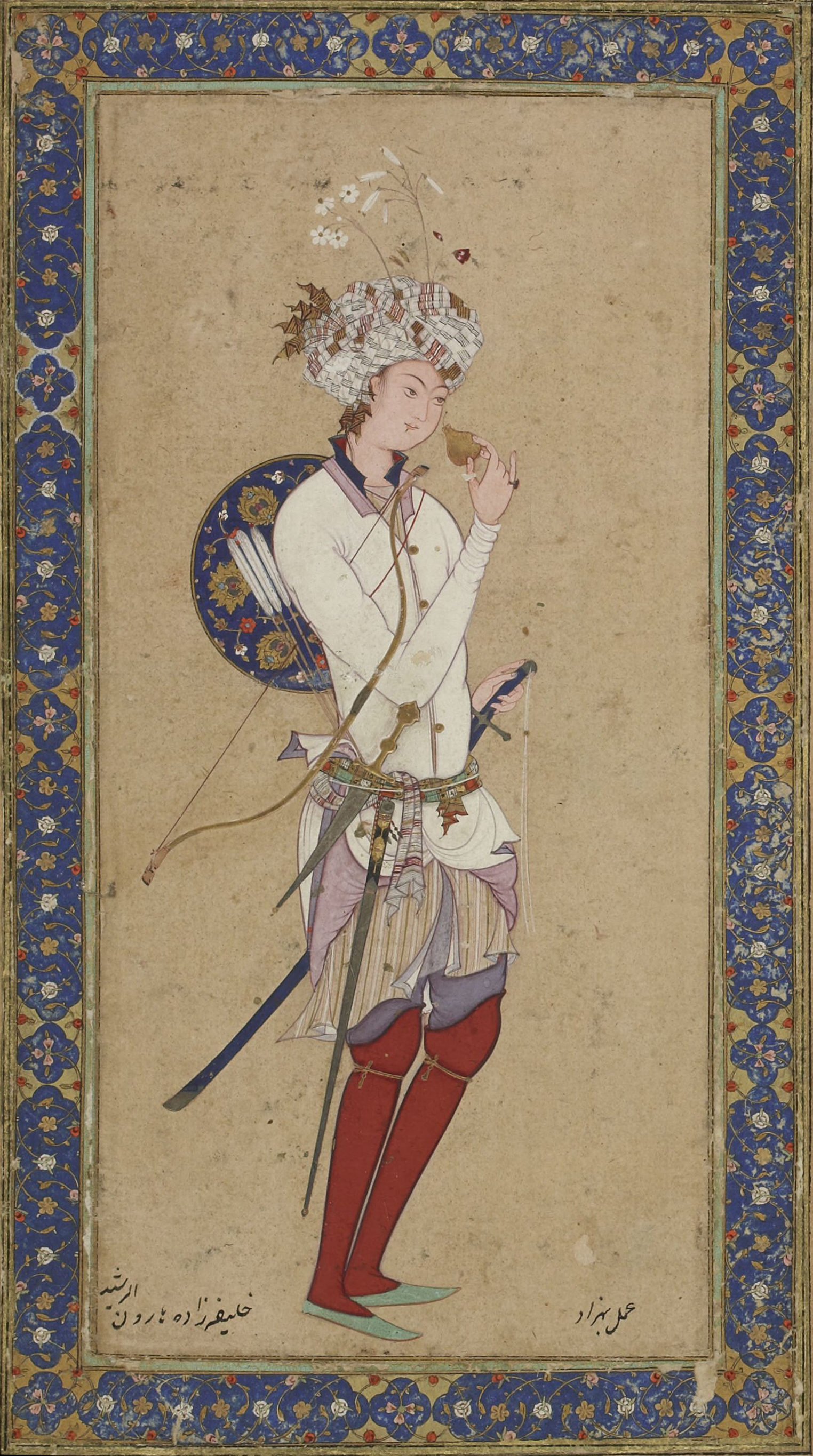
Harun ar-Rashid, a leading character of the 1001 Nights
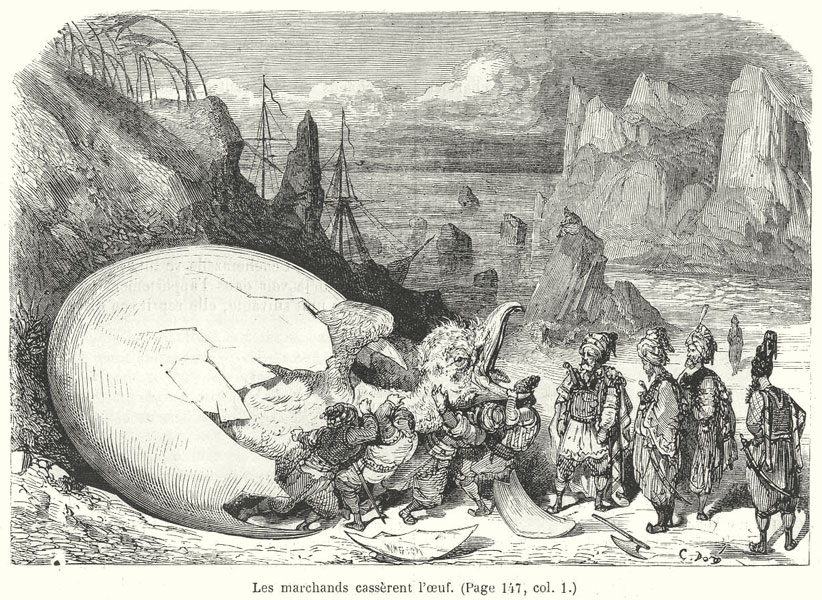
پنجمین سفر سندباد
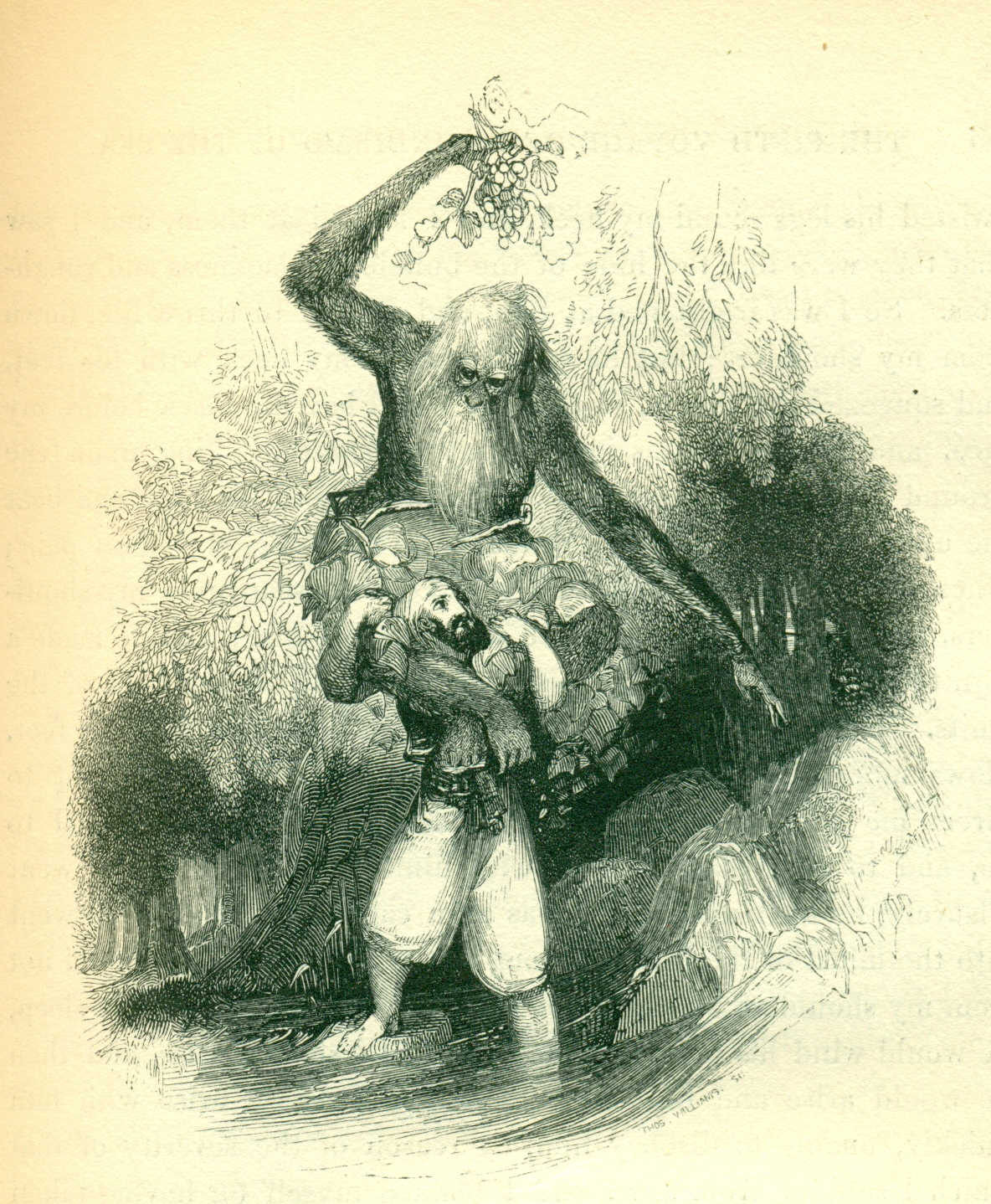
ویلیام هاروی،  داستان پنجمین سفر سندباد, 1838–40, woodcut
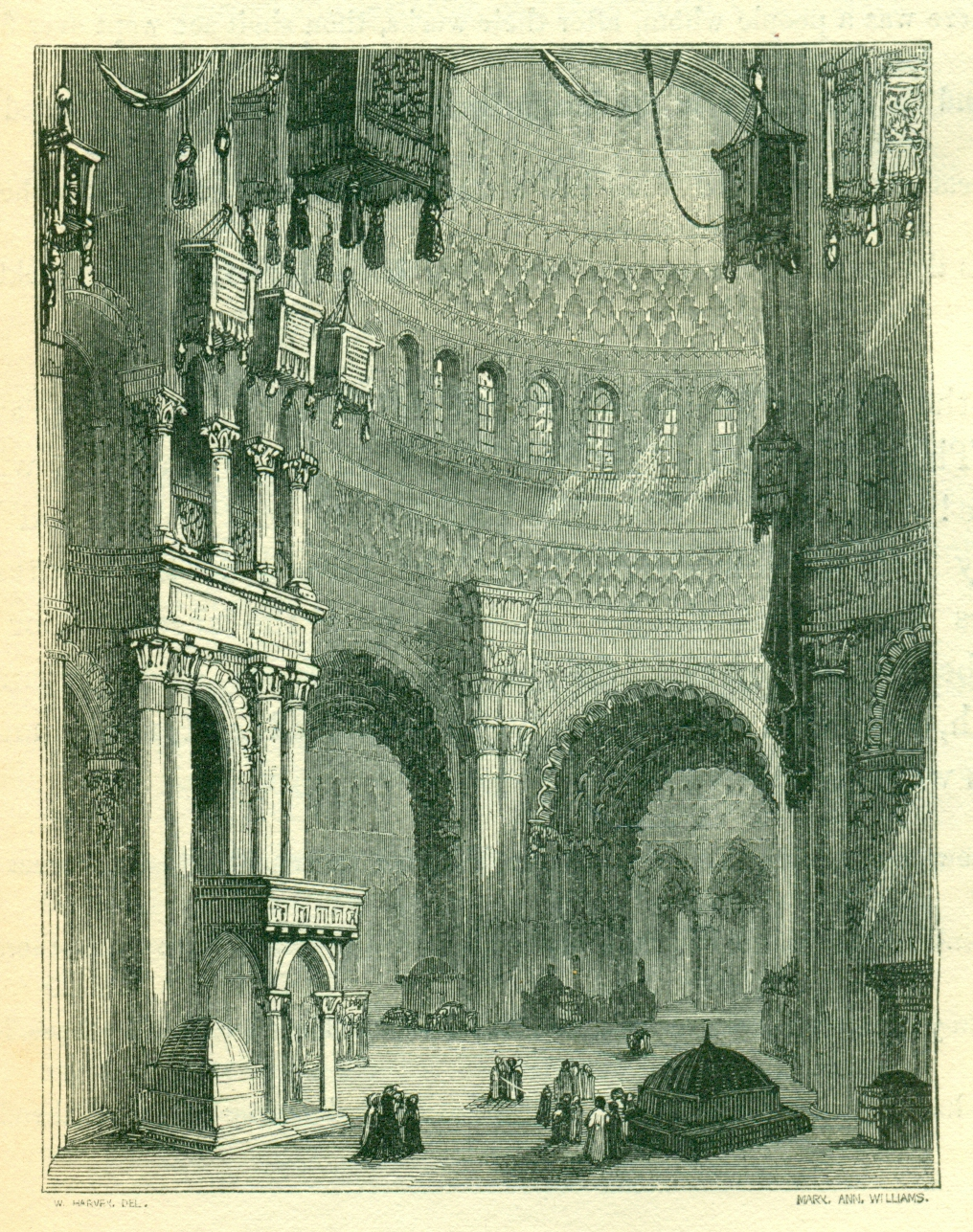
ویلیام هاروی،  داستان شهر برنج, 1838–40, woodcut
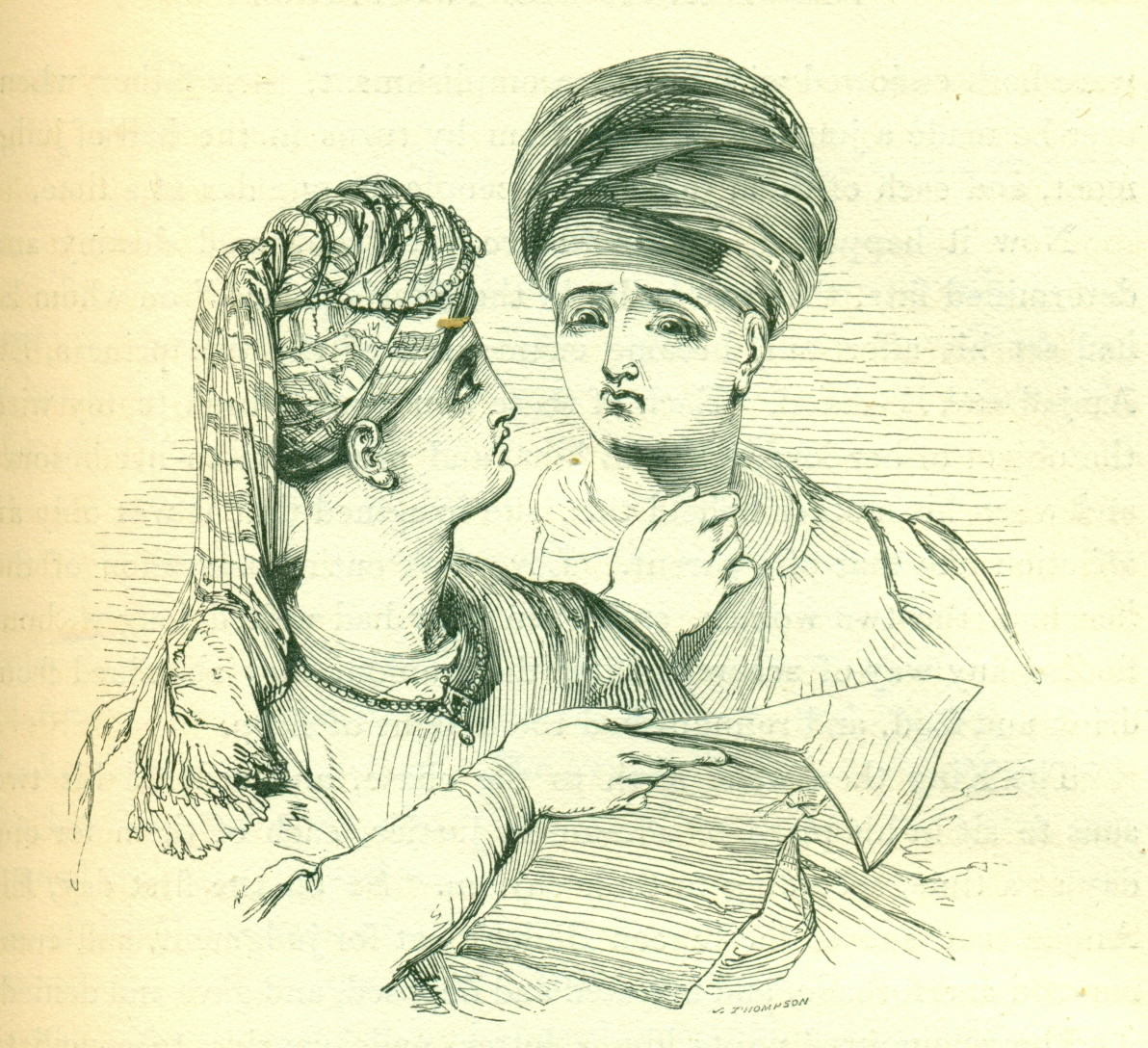
ویلیام هاروی،  داستان دو شاهزاده امجد و اسعد, 1838–40, woodcut
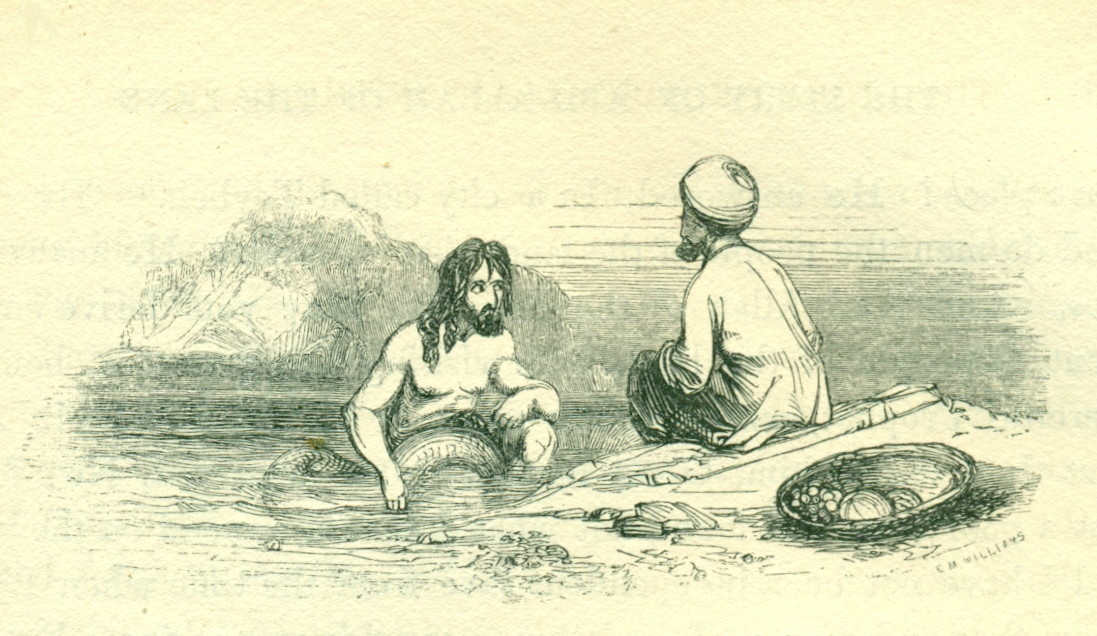
ویلیام هاروی،  داستان عبدالله بری و عبدالله بحری
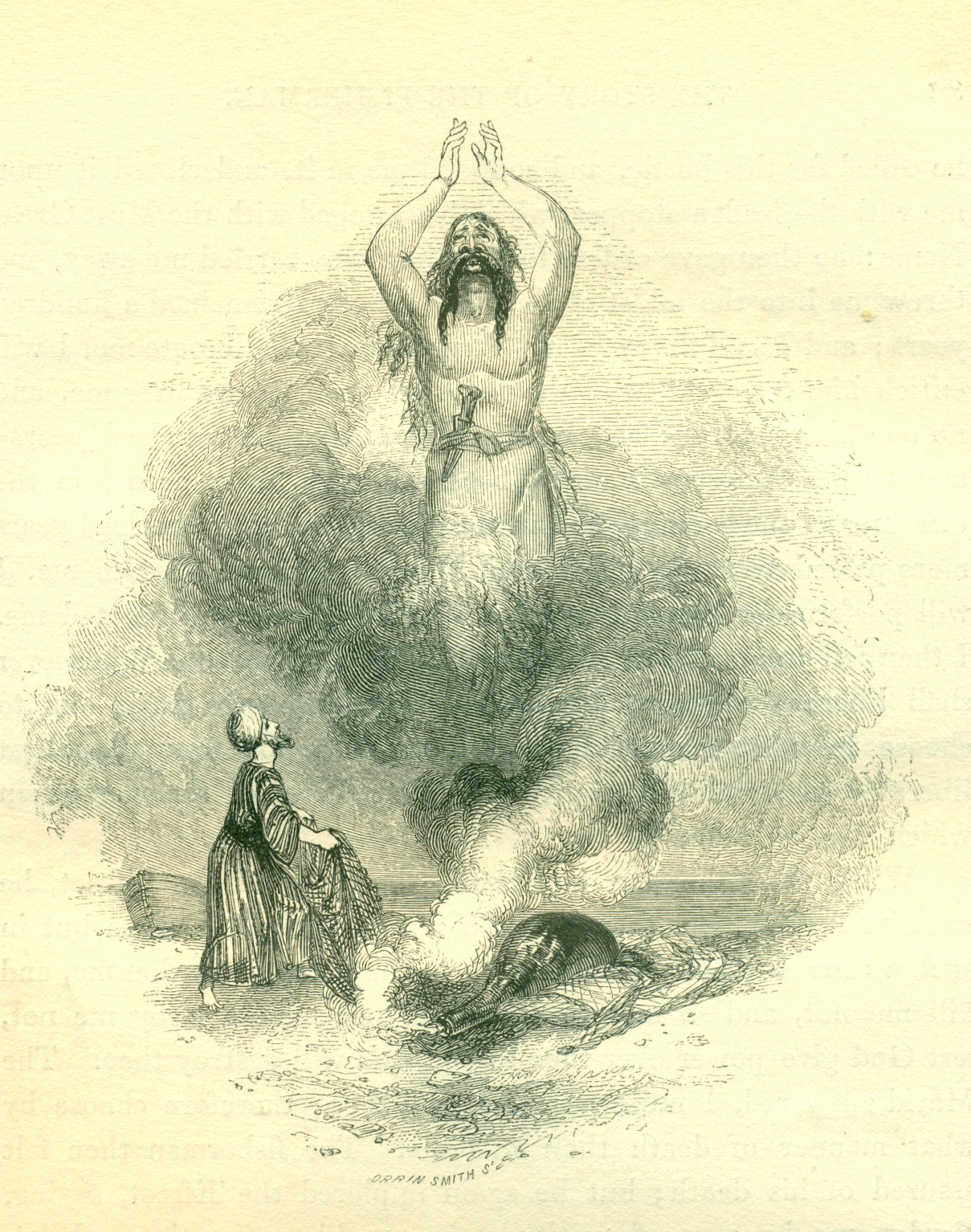
ویلیام هاروی،  The Story of the Fisherman, 1838–40, woodcut
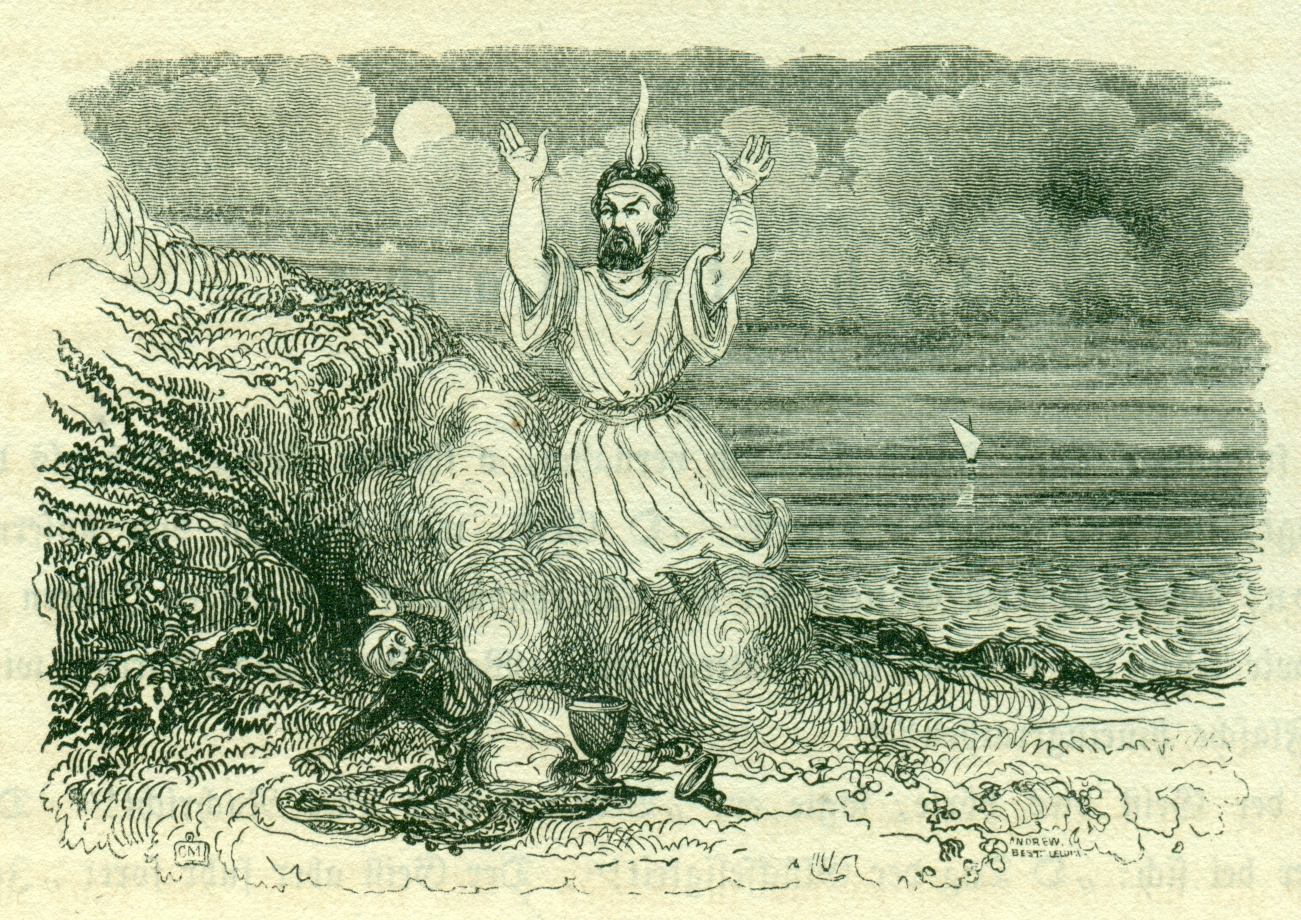
Friedrich Gross, ante 1830, woodcut
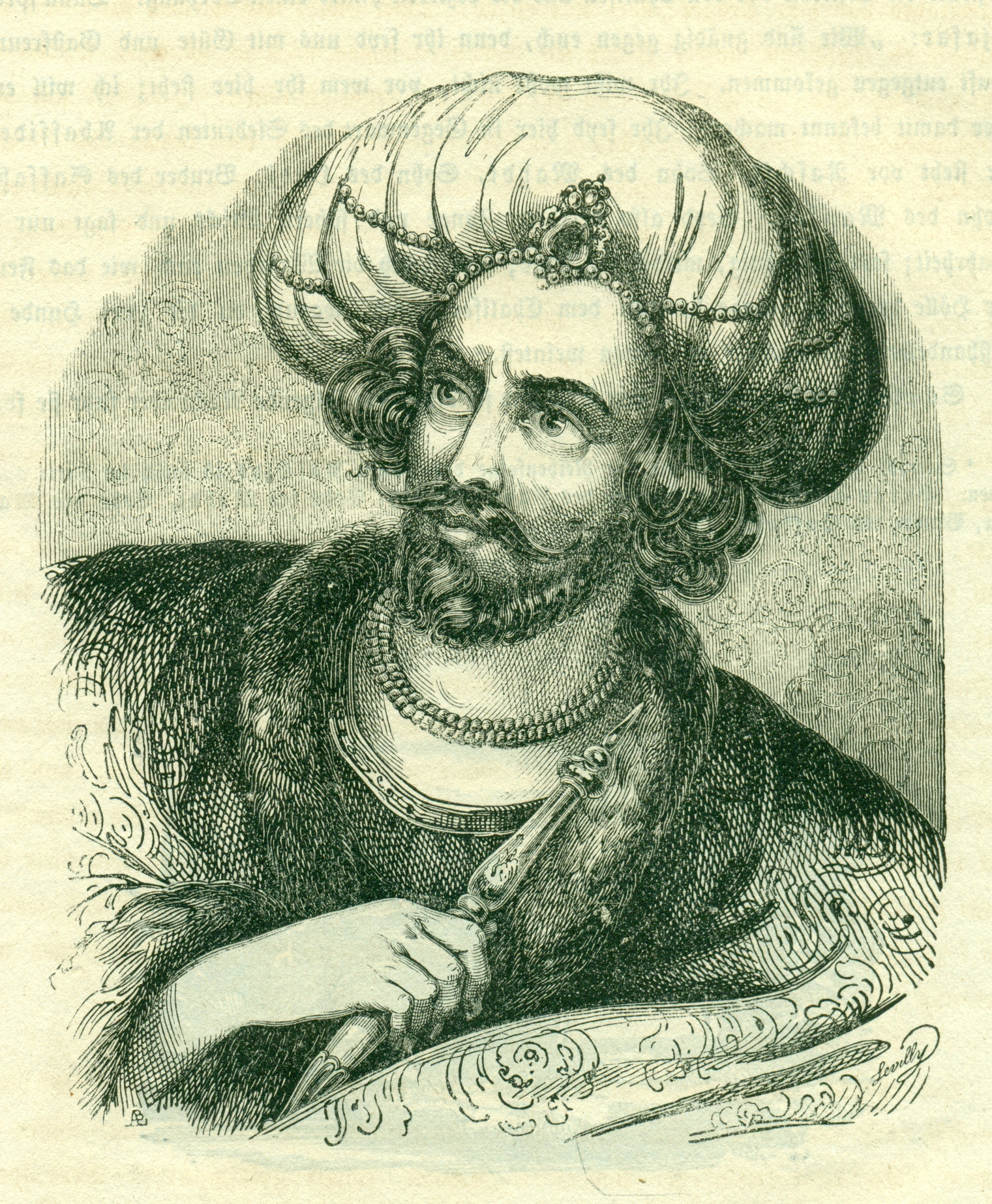
Friedrich Gross, ante 1830, woodcut
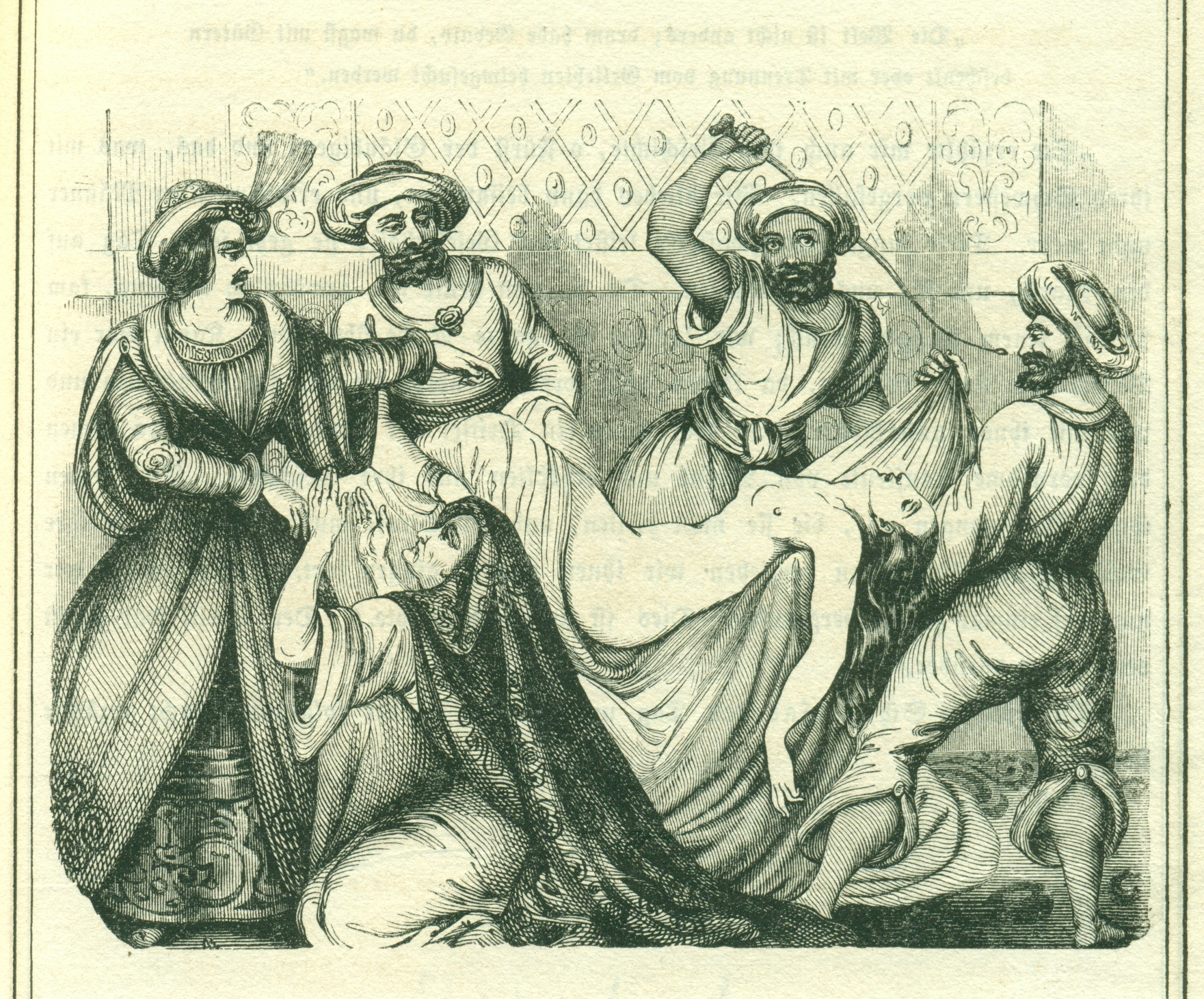
Friedrich Gross, ante 1830, woodcut
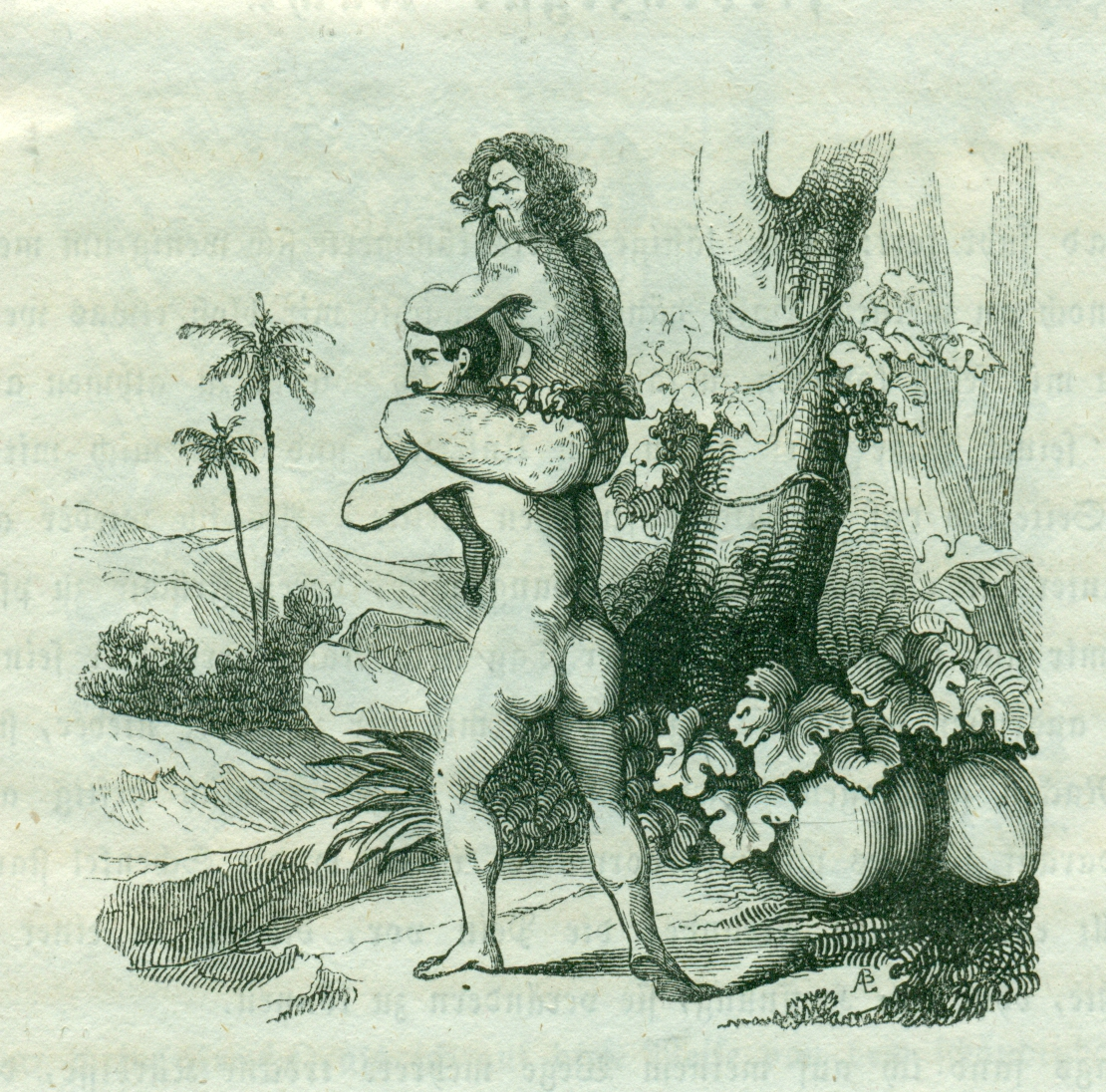
Friedrich Gross, ante 1830, woodcut
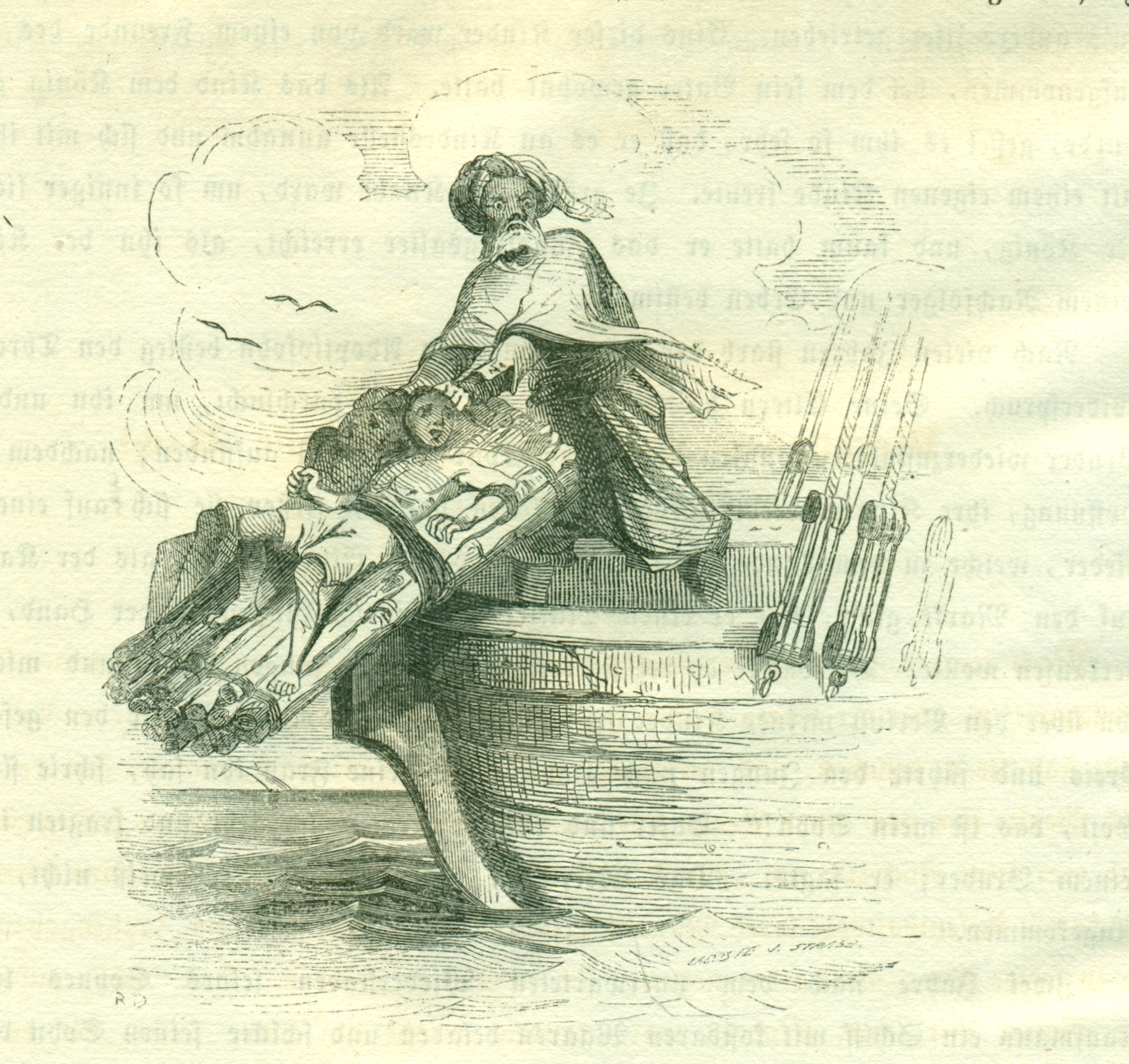
Friedrich Gross, ante 1830, woodcut
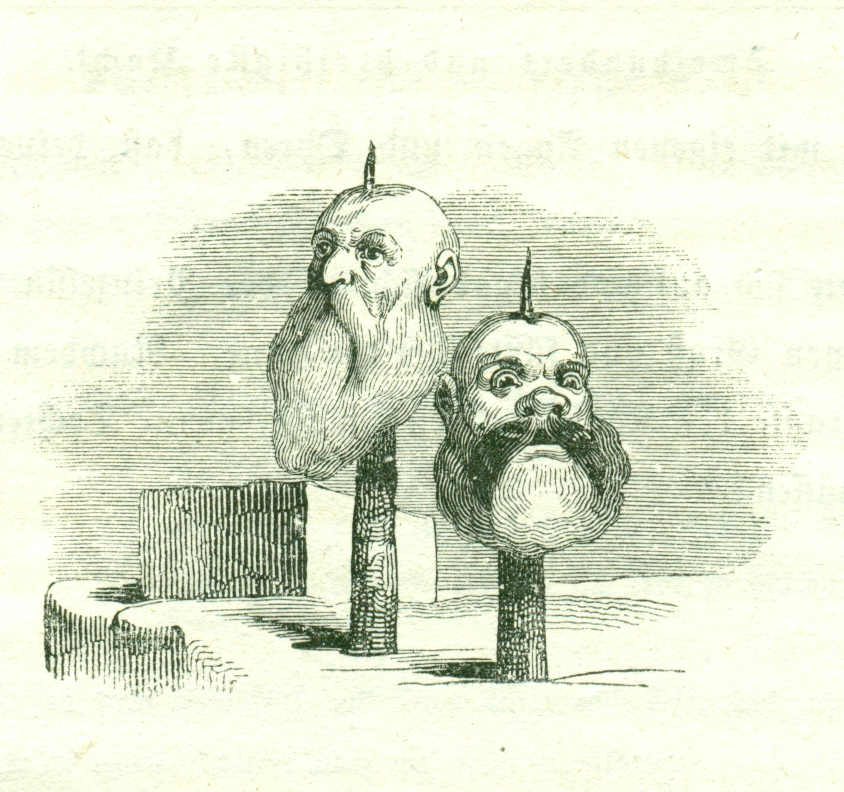
Friedrich Gross, ante 1830, woodcut
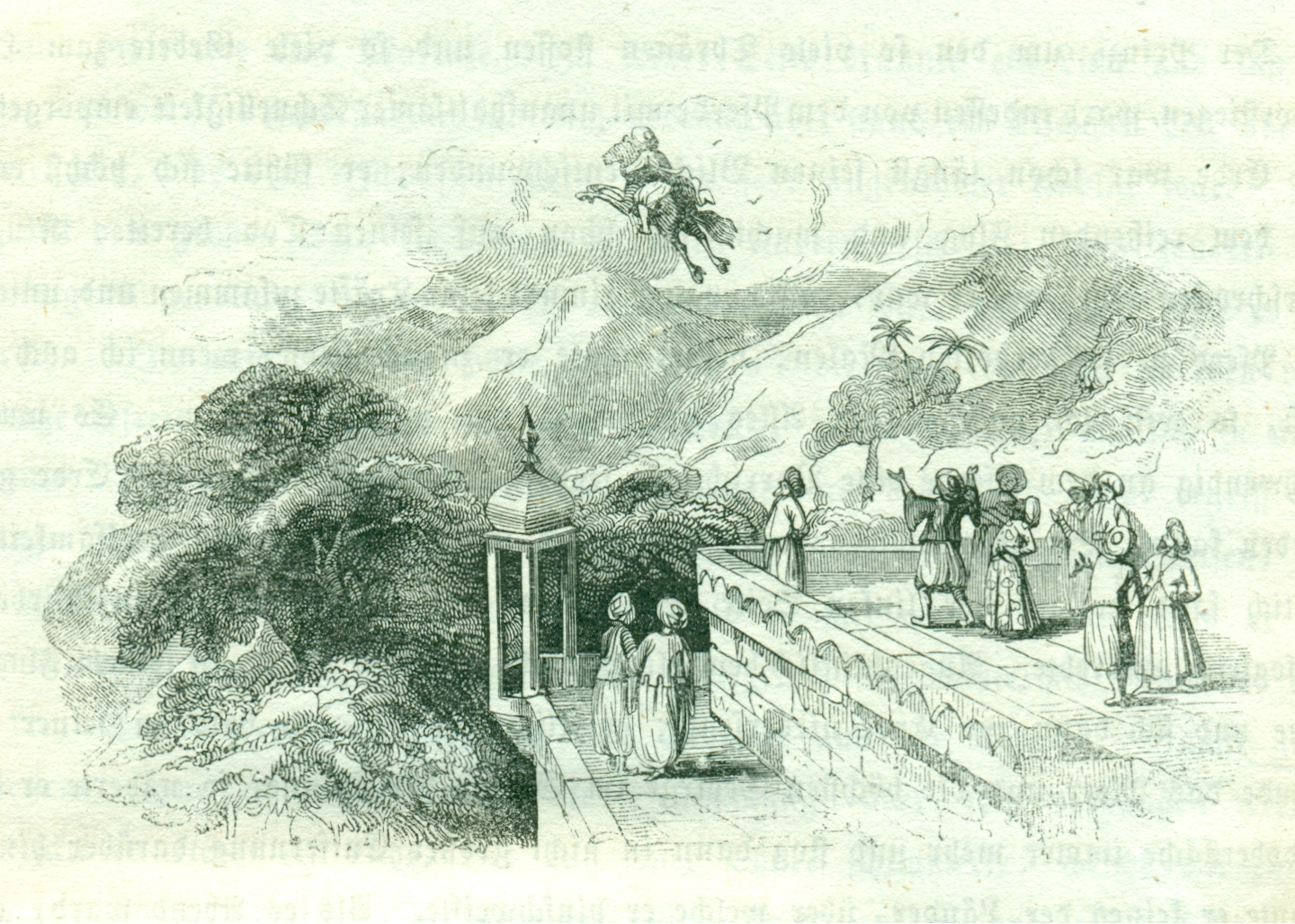
Friedrich Gross, ante 1830, woodcut
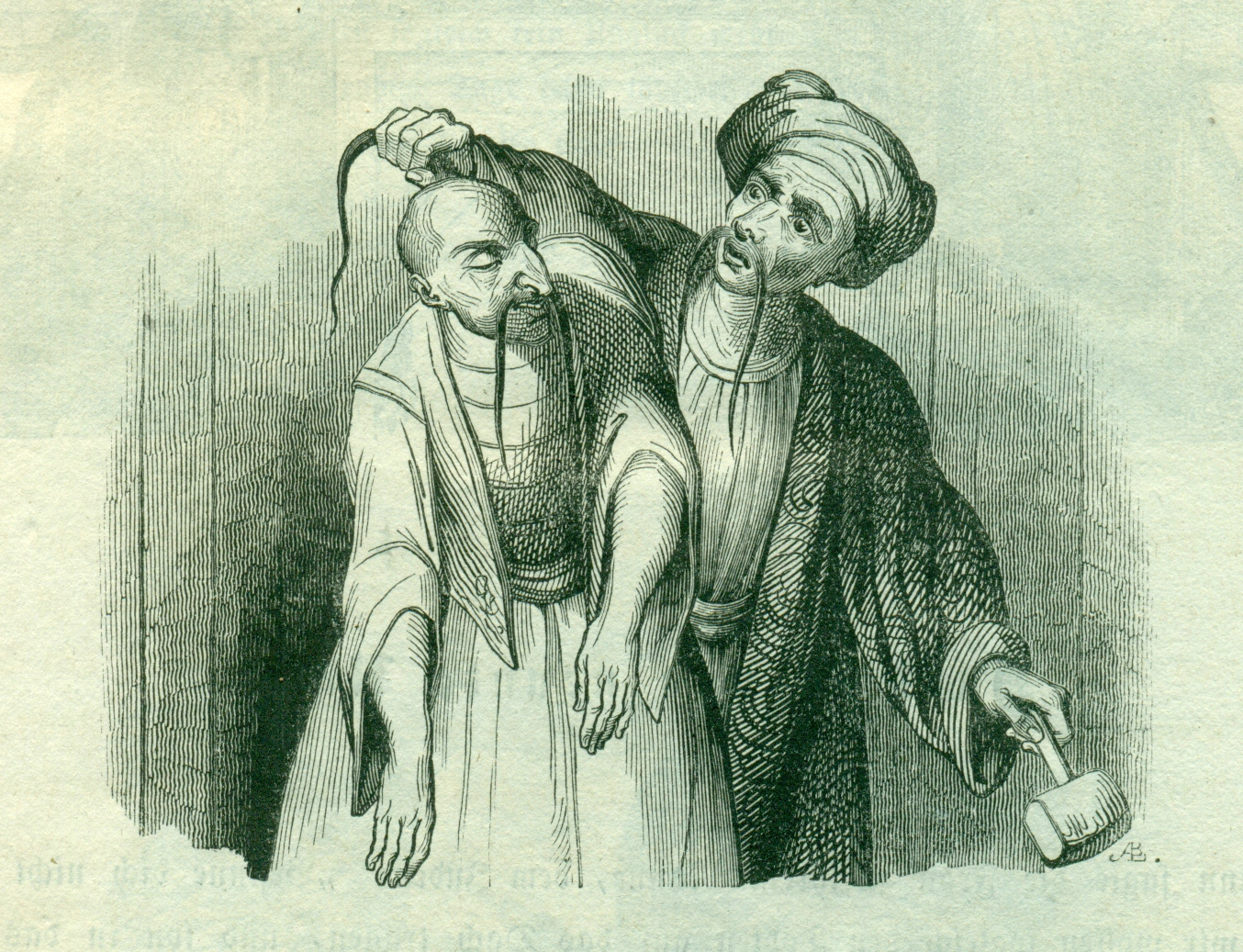
Friedrich Gross, ante 1830, woodcut
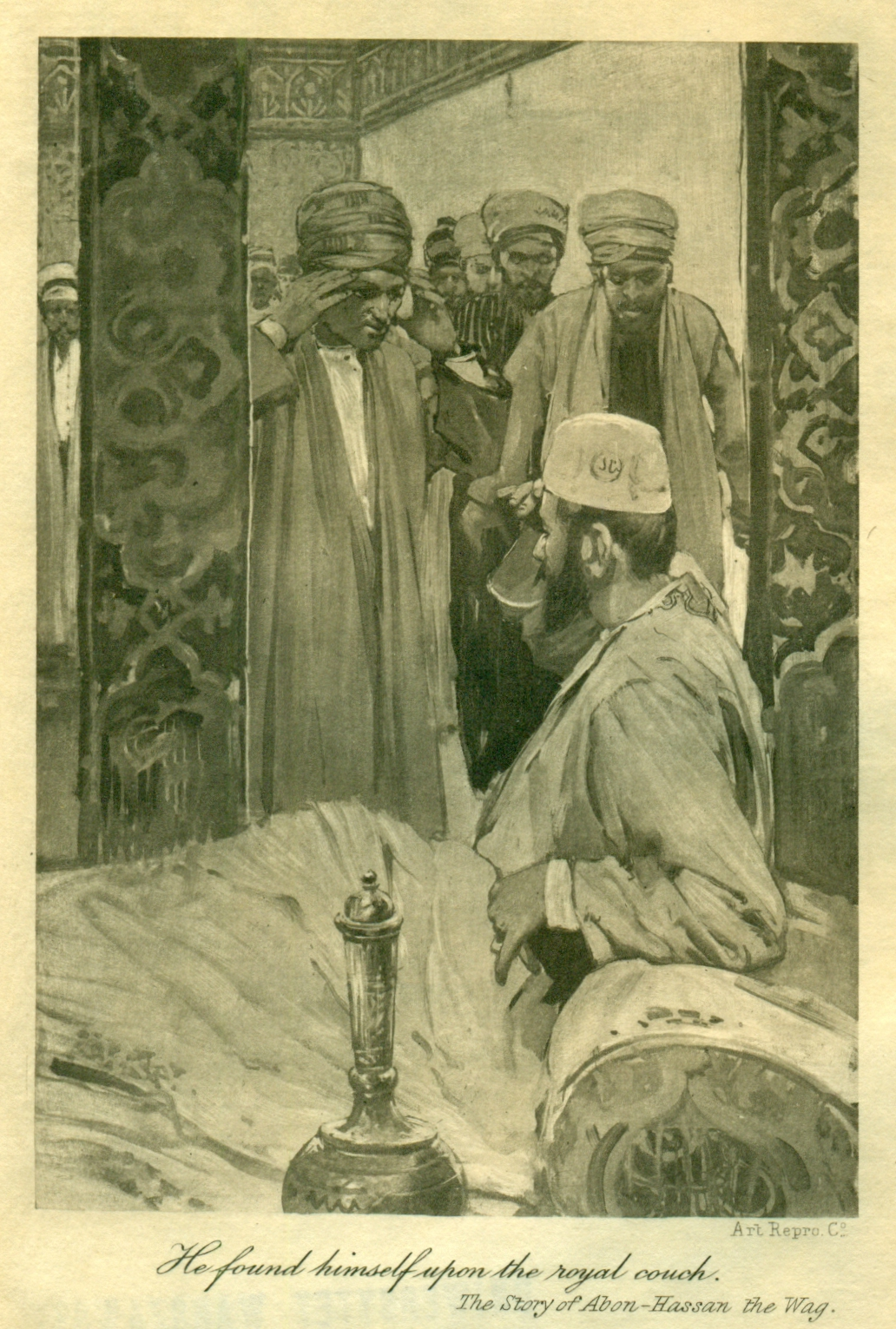
Frank Brangwyn, Story of Abon-Hassan the Wag ("He found himself upon the royal couch"), 1895–96، آبرنگ و چسب‌رنگ روی تخته سنگ.
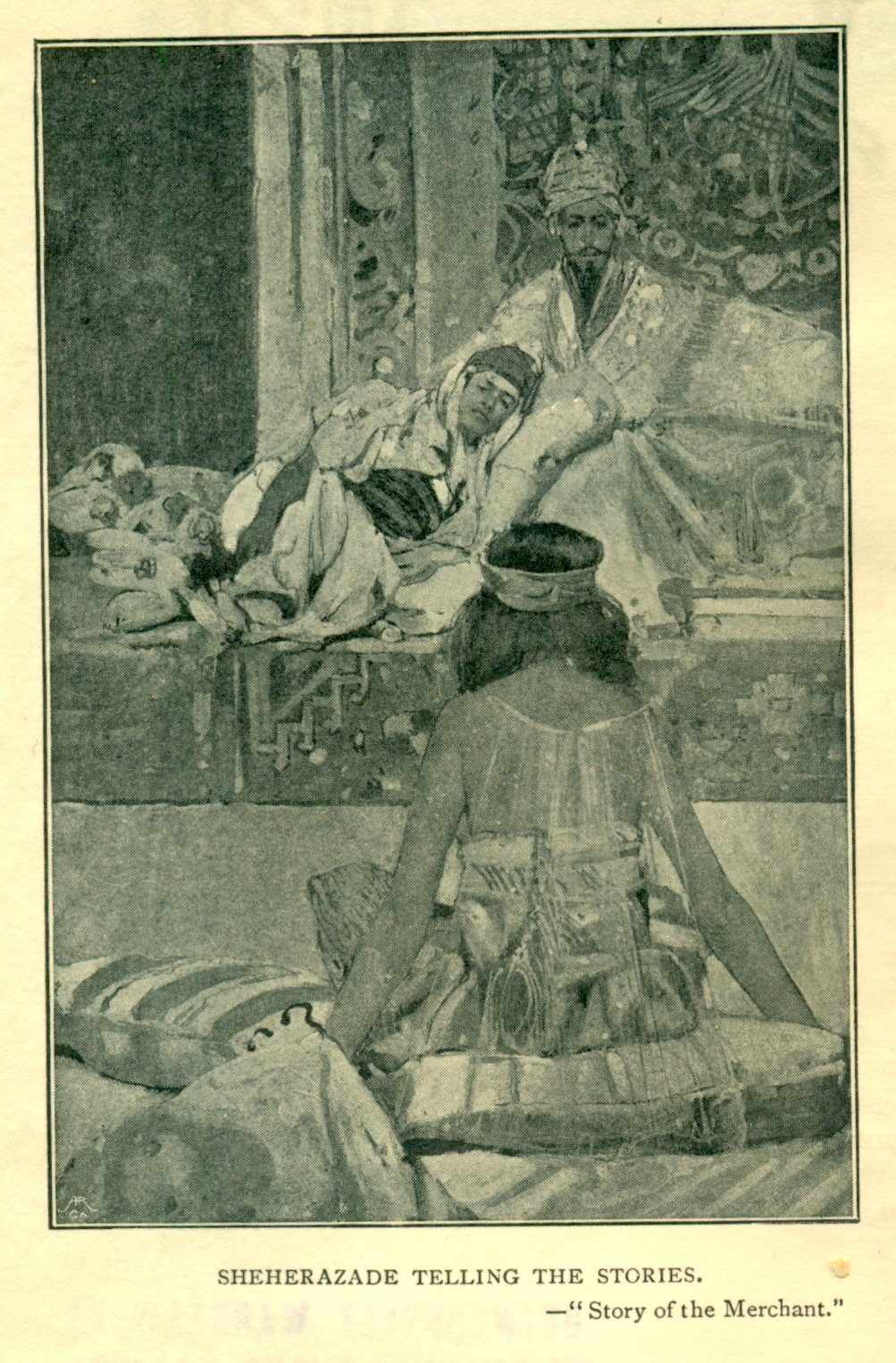
Frank Brangwyn, Story of the Merchant ("Sheherezade telling the stories"), 1895–96، آبرنگ و چسب‌رنگ روی تخته سنگ.
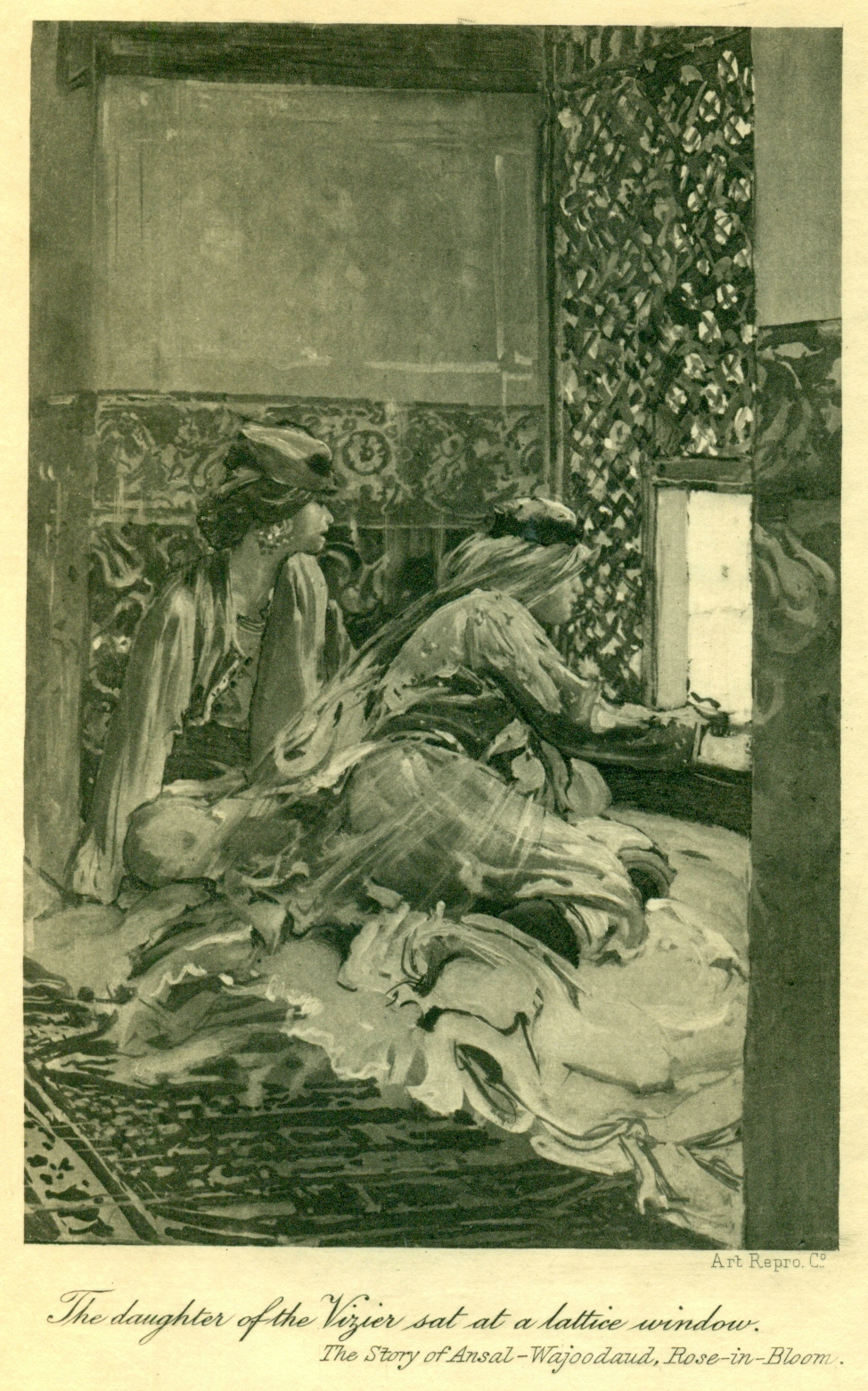
Frank Brangwyn, Story of Ansal-Wajooodaud, Rose-in-Bloom ("The daughter of a Visier sat at a lattice window"), 1895–96، آبرنگ و چسب‌رنگ روی تخته سنگ.
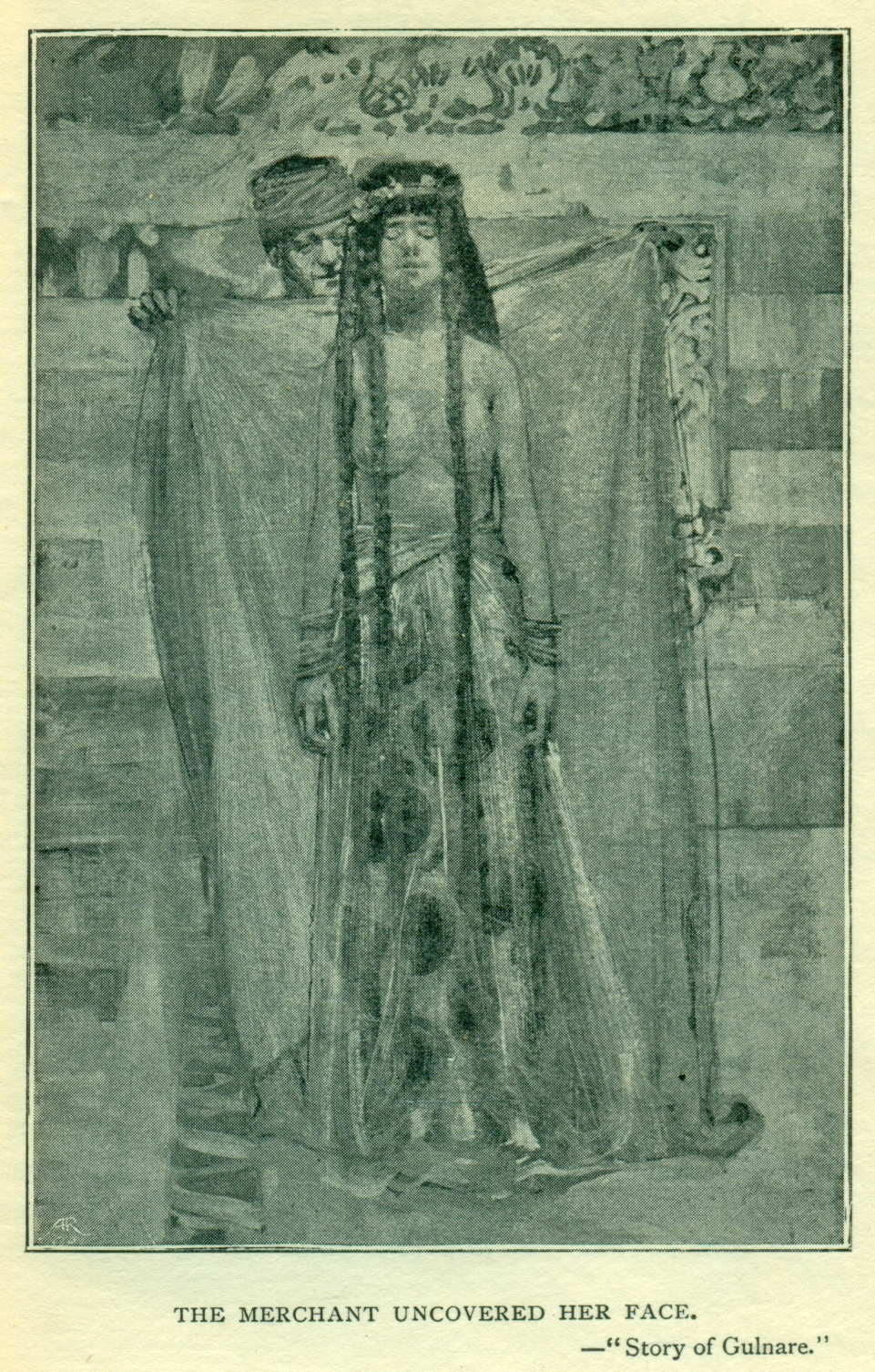
Frank Brangwyn, Story of Gulnare ("The merchant uncovered her face"), 1895–96، آبرنگ و چسب‌رنگ روی تخته سنگ.
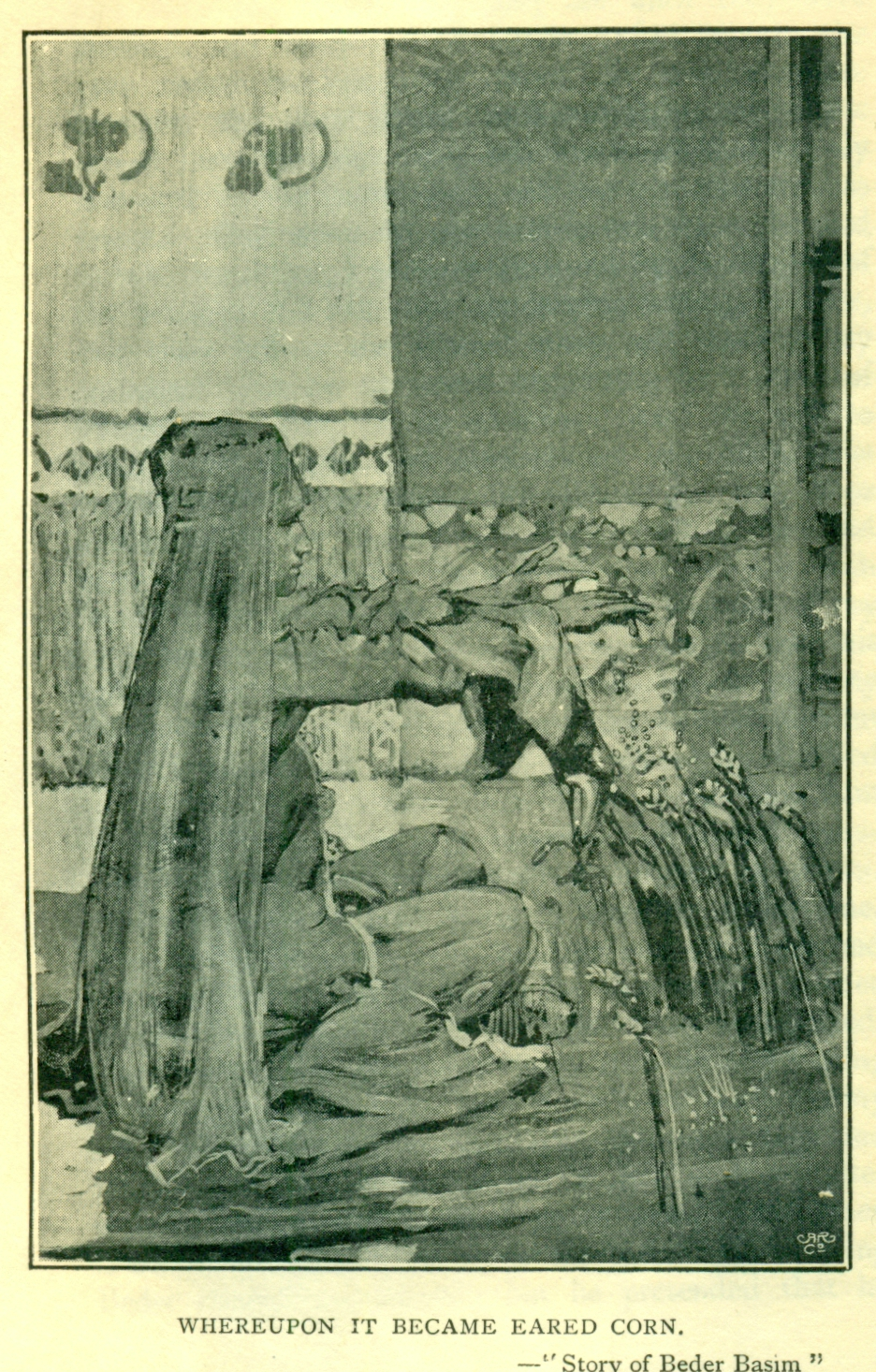
Frank Brangwyn, Story of Beder Basim ("Whereupon it became eared corn"), 1895–96، آبرنگ و چسب‌رنگ روی تخته سنگ.
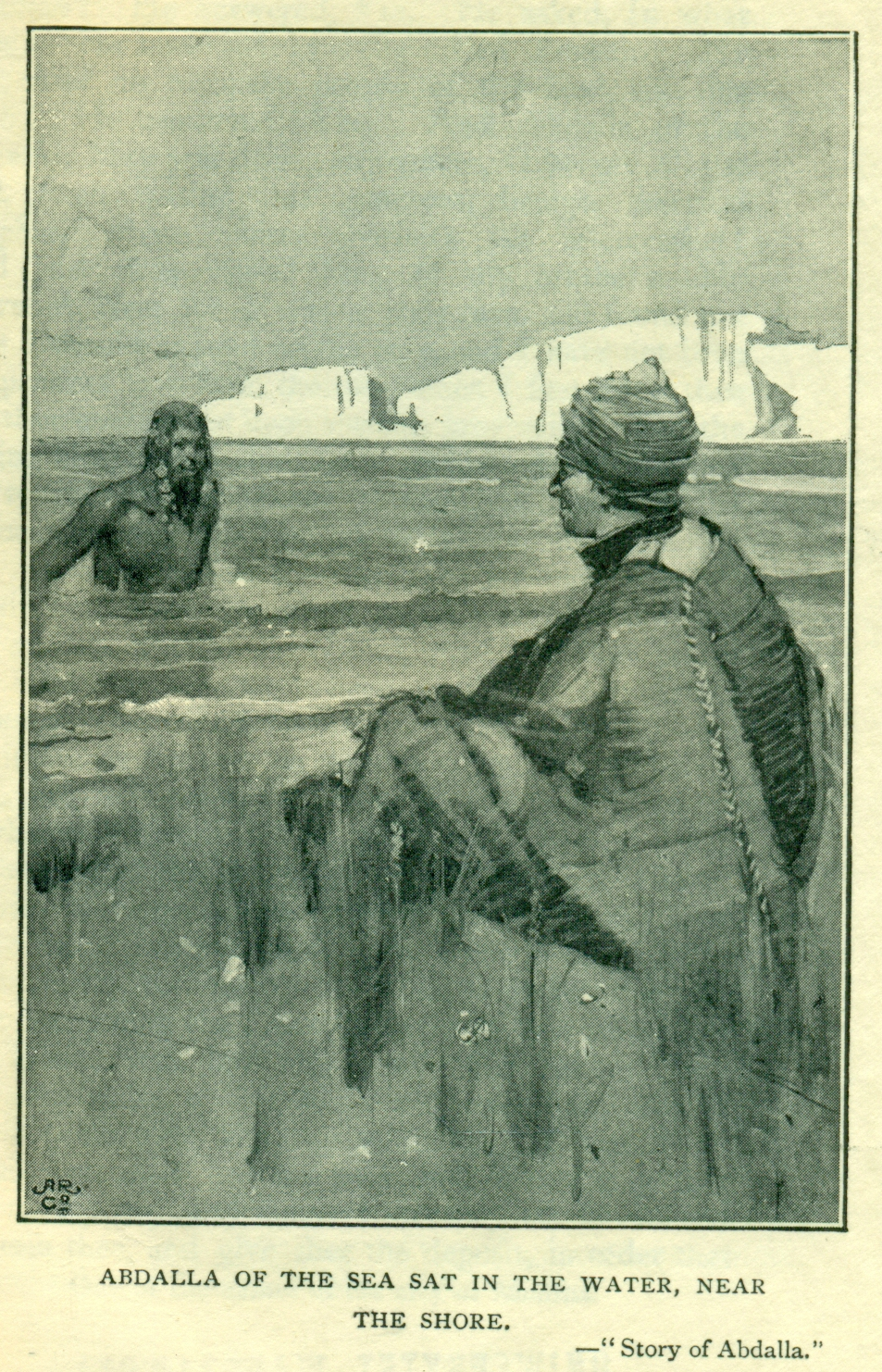
Frank Brangwyn, Story of Abdalla ("Abdalla of the sea sat in the water, near the shore"), 1895–96، آبرنگ و چسب‌رنگ روی تخته سنگ.
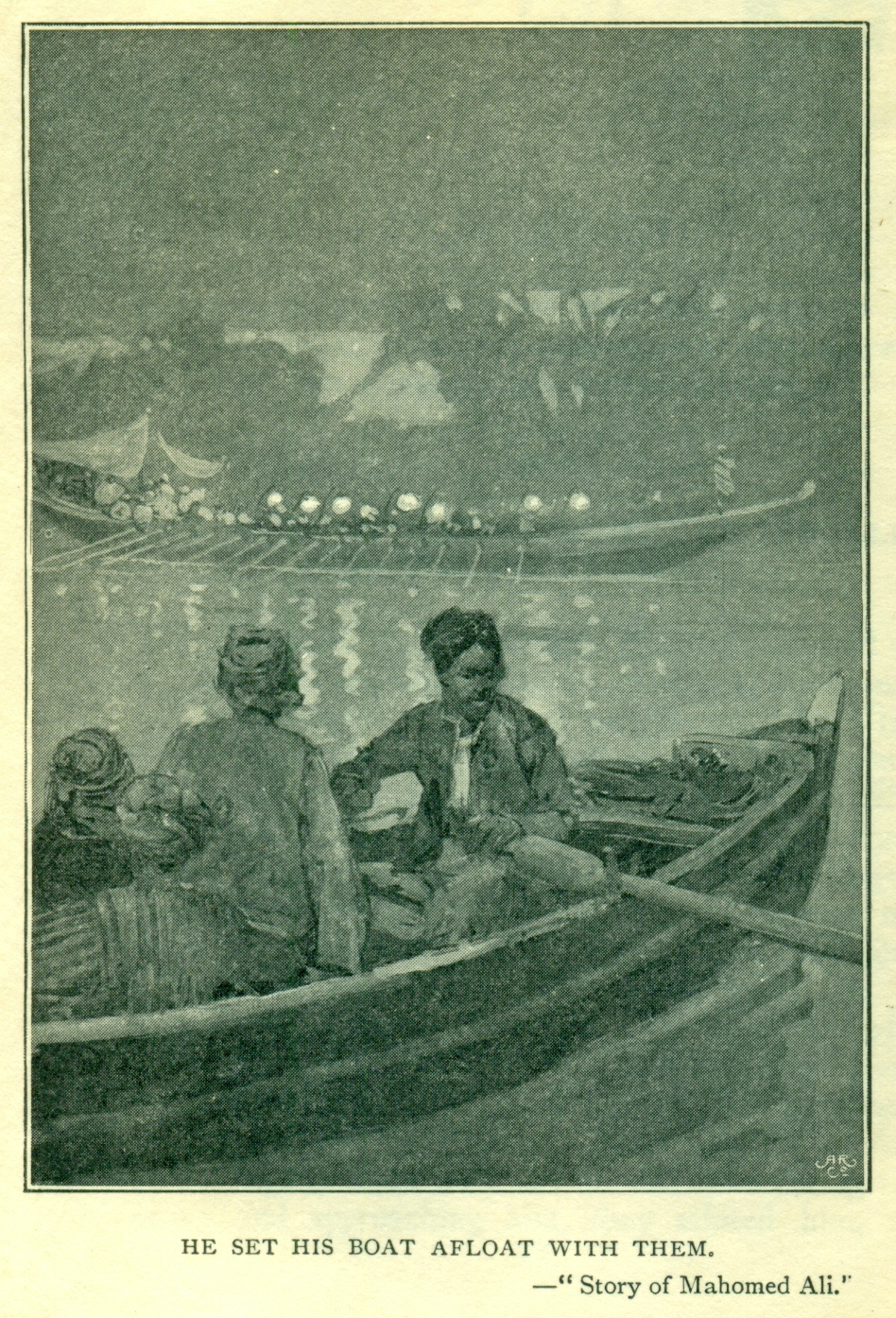
Frank Brangwyn, Story of Mahomed Ali ("He sat his boat afloat with them"), 1895–96، آبرنگ و چسب‌رنگ روی تخته سنگ.
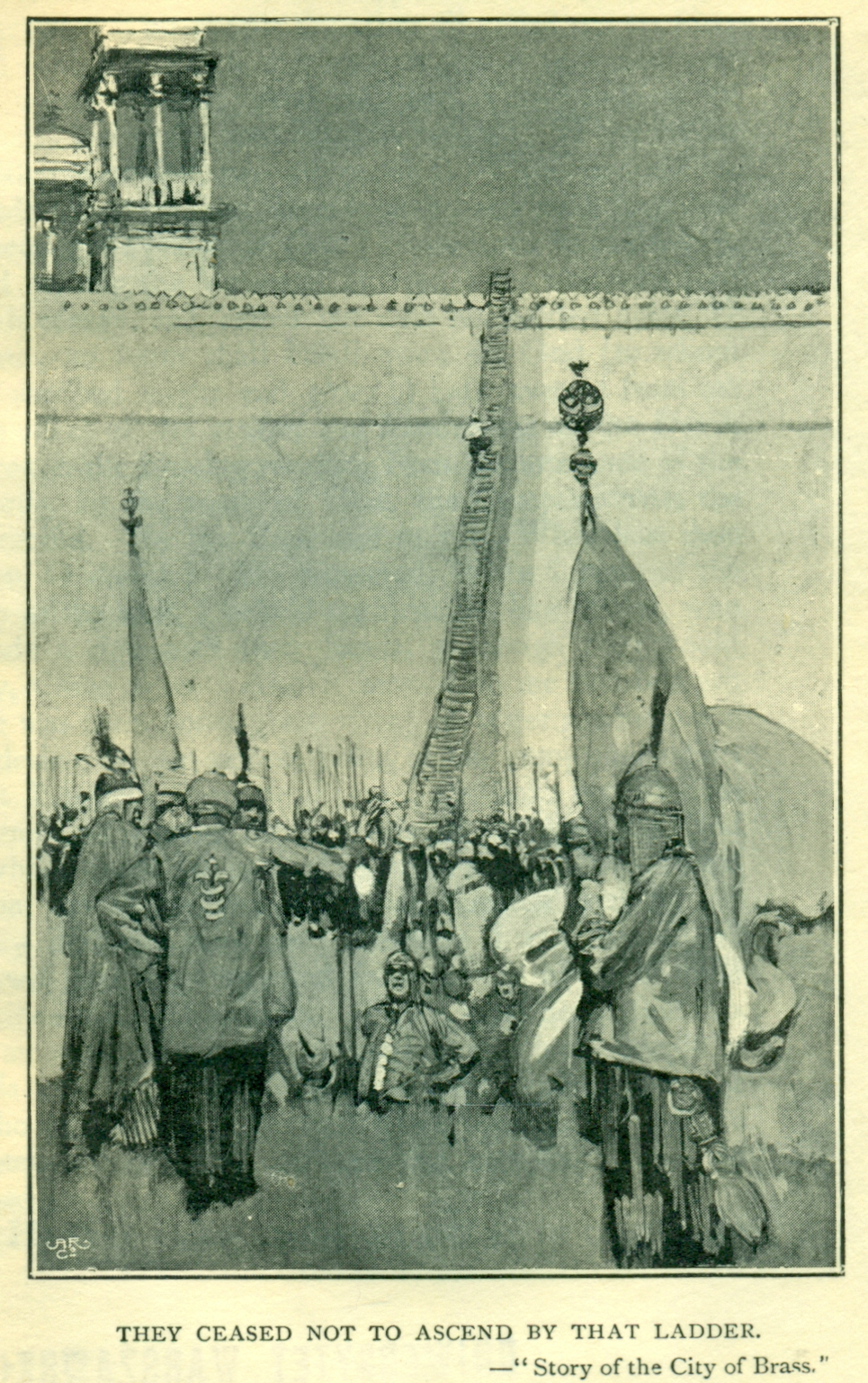
Frank Brangwyn, داستان شهر برنج («آنها دیگر از آن نردبان بالا نرفتند»)، ۱۸۹۵–۹۶، آبرنگ و چسب‌رنگ روی تخته سنگ.